# Militärdiktatur
Eine Militärdiktatur, auch Militärjunta, ist ein autoritäres Regime, in dem die politische Führung allein vom Militär oder Teilen des Militärs ausgeübt wird. Sie besitzt Gemeinsamkeiten mit der Stratokratie, ist aber nicht mit ihr identisch. In einer Militärdiktatur hat das Militär die gesamte Regierungsgewalt in Form einer Junta (Offiziersgruppe) oder eines einzelnen Offiziers inne und kontrolliert diktatorisch die Gesellschaft, die Politik und die Medien.
Der Begriff Junta stammt aus dem Spanischen und bedeutet „Regierung“, „Verwaltung“. Hier bedeutet es im engeren Sinne eine Form der Oligarchie, das heißt, einige Wenige (das Militär) dominieren den Staatsapparat. Eine Militärdiktatur entsteht meistens durch einen Putsch, der sich gegen die jeweils bestehende Ordnung und die damit verbundene Regierung richtet. Häufig zeichnen sich Militärdiktaturen durch die Unterdrückung (Repression) der politischen Opposition aus. Dies wird regelmäßig von Gewaltmaßnahmen wie Folter, politischen Morden und dem geheimen „Verschwindenlassen“ politisch missliebiger Personen begleitet.

## Verbreitung und Kategorisierung
Militärdiktaturen traten in den letzten Jahrzehnten vor allem in den Entwicklungsländern auf. Besonders charakteristisch und bedeutend sind sie für die politische Entwicklung Lateinamerikas im 20. Jahrhundert, in dem die meisten Staaten Lateinamerikas eine mehr oder weniger lange Zeit durch eine Militärdiktatur regiert wurden. Im Rahmen der vergleichenden Regierungslehre berechnete der Politikwissenschaftler Gabriel Almond 1993, dass Ende der 1980er Jahre über ein Drittel und Anfang der 1990er Jahre über ein Viertel der Staaten von Militärregimen regiert wurden. Innerhalb dieses politikwissenschaftlichen Fachbereichs unterscheidet man solche Herrschaftsformen nach der Ausprägungsintensität des vorherrschenden Autoritarismus und ihren Regierungszielen. Es gibt politisch rechts und, seltener, links ausgerichtete Erscheinungsformen. Insbesondere im Lateinamerika der 1970er und 1980er Jahre waren die Militärherrscher fast durchgehend stark rechts eingestellt, was ihnen auch wegen der ungesetzlichen Gewaltausübung gegen Oppositionelle im Rahmen sogenannter schmutziger Kriege teilweise Vorwürfe des Faschismus einbrachte.
Es gibt auch Fälle, in denen Militärdiktaturen  von politisch linksgerichteten Offizieren ausgeübt wurden. 1974 in der Nelkenrevolution wurde die vorher jahrzehntelang herrschende portugiesische Diktatur des rechtsgerichteten Estado Novo beendet. Die Offiziere entließen die portugiesischen Kolonien in die Unabhängigkeit, veranstalteten nach einem angekündigten Zeitplan demokratische Wahlen und übergaben dann die Macht an die neu gewählte Regierung.

## Militärdiktaturen neuen Typs
Historisch gesehen sind Militärregime keine Neuerscheinung der Nachkriegsgeschichte, allerdings bildete sich ab den 1960er-Jahren vor allem in Lateinamerika ein neuer Typ von Militärdiktaturen. Sie unterschieden sich von den traditionellen Militärdiktaturen in ihren Herrschaftszielen, die jetzt hauptsächlich die Legitimation ihrer Macht aus einer angeblichen oder tatsächlichen Bedrohung von Staat und Gesellschaft durch so genannte systemfeindliche, „subversive“ Gruppierungen herleiteten, die in der Regel – jedoch nicht nur – im politischen Spektrum links standen. Die Militärdiktaturen traten dabei oft als angebliche Retter von Staat, Wirtschaft und Kultur auf und setzten sich meist für politische Strukturreformen ein. So bezeichneten etwa die argentinischen Militärs die von ihnen angestoßene Entwicklung als Prozess der Nationalen Reorganisation, bei dem die Nation nach ultrakonservativ-christlichen Idealen zwangsweise „reorganisiert“ und dann wieder in die Demokratie „entlassen“ werden sollte. Wie in den Fällen Argentinien und Chile besonders deutlich hervortrat, ging die Machtergreifung und Machtausübung des Militärs meist mit exzessiver Gewalt und außergesetzlichen Maßnahmen einher (siehe Schmutziger Krieg und Desaparecidos). Im Zusammenhang mit der übermäßigen staatlichen Gewaltanwendung entwickelten die beiden amerikanischen Politikwissenschaftler R. D. Duvall und Michael Stohl im Jahr 1983 den Begriff Staatsterrorismus, der sich nicht nur auf Militärdiktaturen bezieht.
In einem Text der Heinrich-Böll-Stiftung wurde diese Phase in der südamerikanischen Geschichte wie folgt beschrieben:

„Ideologisch aufgerüstet mit der auch von den USA inspirierten Doktrin der Nationalen Sicherheit begründeten die lateinamerikanischen Militärs seit den 1960er-Jahren ihren Anspruch auf eine zentrale Rolle in Staat und Gesellschaft. Sie sahen sich als einzige Kraft, die in der Lage sei, den Nationalstaat zu führen. Die Militärdiktaturen übernahmen die Kontrolle über die nationale Entwicklung und die Innere Sicherheit. Legitimiert wurde dies mit dem Konstrukt eines „inneren Feindes“, der zur Verteidigung der „nationalen Interessen“ physisch vernichtet und zu dessen Bekämpfung weite Teile der Bevölkerung kontrolliert werden mussten.“

Besonders bekannt sind die Vorgänge während der Militärdiktaturen in Chile unter General Augusto Pinochet (1973–1989) und Argentinien in der Zeit von 1976 bis 1983, wo zehntausende Menschen spurlos verschwanden, die so genannten Desaparecidos. Während des Bürgerkriegs in El Salvador ab 1980 ermordeten die Todesschwadronen der von den USA unterstützten Militärregierung systematisch rund vierzigtausend Oppositionelle (etwa 0,8 % der Bevölkerung), um eine Machtübernahme linker Gruppen zu verhindern. Ähnliche Dimensionen, jedoch mit noch höheren Opferzahlen, hatte der Bürgerkrieg in Guatemala.
Die Gesamtbilanz der lateinamerikanischen Repressionspolitik der Militärdiktaturen der 1970er- und 1980er-Jahre schätzen Menschenrechtsorganisationen wie folgt ein: Etwa 50.000 Menschen wurden direkt ermordet, rund 350.000 gelten als gewaltsam und dauerhaft verschwunden (Desaparecidos), und 400.000 wurden zeitweise aus politischen Gründen gefangen gehalten.

## Ideologien
Das Aufkommen der neuen Militärdiktaturen ist neben gesellschaftlichen und innenpolitischen Faktoren jeweils vor dem Hintergrund des Kalten Krieges zu sehen. Die dabei an die Macht gekommenen Militärregierungen reduzieren sich aber nicht auf eine anti-kommunistische Abwehrbewegung, sondern stützten sich darüber hinaus auf eine eigene Ideologie, deren wichtigstes Ideologem die „Doktrin der nationalen Sicherheit“ war. Dieses durch geopolitisches Denken geprägte Ideologem steht in der Mehrheit der Militärdiktaturen mit einem für sie typischen Weltbild in Verbindung. Erst durch diese ideologische Grundlage waren die Militärregime in der Lage, ihr außergesetzliches Vorgehen zu rechtfertigen und zu legitimieren.
Die wesentlichen Elemente dieses Weltbilds sind in Lateinamerika:
1. Katholischer Traditionalismus spanischen Ursprungs
2. Nationalismus (Überbetonung des ser nacional, auf Deutsch etwa: patriotisch sein)
3. Kult des Militärischen als Erziehungsideal – Sendungsbewusstsein und Messianismus
4. Rassismus
5. Antikommunismus

## Beispiele

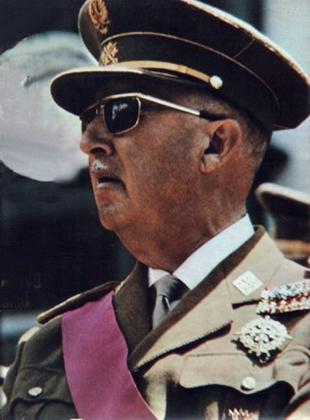
Francisco Franco 1969, von 1936/39 bis 1975 Militärdiktator Spaniens

Beispiele für Militärdiktaturen für Europa sind Spanien (1939–1975) und Griechenland (1967–1974); in Asien gab es derartige Diktaturen u. a. in Südkorea (1961–1987), Indonesien (1965–1998) und Myanmar (1962–2011, 2021 gegenwärtig).
Folgende Übersicht zeigt die Regierungen in Südamerika seit den 50er Jahren. Die Diktaturen oder Militärregime in der Zeit auf dem Kontinent sind dunkel hervorgehoben (darunter die Argentinische Militärdiktatur von 1976 bis 1983):
██ Links/Sozialistisch
██ Mitte-links
██ Unabhängig/Liberal/Zentristisch
██ Mitte-rechts/Rechts
██ Diktatur oder Militärregime

## Theoretische Erklärungsversuche
Der Aufstieg von Militärregimen wurde in der Vergangenheit mit verschiedenen Theorien erklärt. Dabei entstehen unterschiedliche Ansätze, je nachdem ob man eher die inneren Prozesse eines Landes oder die externen Einflüsse betont. Im ersten Fall kann man mit Hilfe der Modernisierungstheorie argumentieren, die vor allem auf ökonomischen Faktoren abhebt. Betont man eher die externen Einflüsse, so lässt sich der Aufstieg der Militärdiktaturen auch dependenztheoretisch begründen, indem man Interventionen aus dem Ausland, Imperialismus oder das putschistische Verhalten der politischen Mittelklasse betont.

## Aktuelle Entwicklung
Viele Entwicklungsländer sind anfällig für Putsche und somit auch für Militärdiktaturen. So etablierten sich auch in Lateinamerika in den 1960er-, 1970er- und 1980er-Jahren zahlreiche Militärdiktaturen, die jedoch großteils durch die demokratische Transition Anfang der 1990er-Jahre beseitigt wurden. Die Gründe dafür sind meistens soziale und wirtschaftliche Missstände, politische Krisen, Vertrauensverlust der Bevölkerung in die politischen Institutionen und das historisch gewachsene Selbstverständnis des Militärs.
Seit den 1990er-Jahren hat die Zahl der Militärdiktaturen abgenommen, was mit den von Samuel P. Huntington beschriebenen „Demokratisierungswellen“ in den 90ern in Verbindung steht. Außerdem bedingte das Ende des Kalten Krieges durch den Zusammenbruch der Sowjetunion den Bedeutungsverlust eines ihrer wichtigsten ideologischen Elemente, des Antikommunismus.
In den letzten Jahren bildeten sich in der Sahelzone in mehreren afrikanischen Ländern Militärdiktaturen in Burkina Faso, Guinea, Mali und Tschad, wo die Russische Regierung mit Waffenlieferungen und teilweise mit irregulären Truppen (Gruppe Wagner) unterstützte.
Im Niger kam es am 26. Juli 2023 zu einem Militärputsch und am 30. August 2023 auch in Gabun.